# Церква Святої Трійці (Залізці)
Церква Святої Трійці в Залізцях — парафія і храм ПЦУ в смт Залізцях Залозецької громади Тернопільського району Тернопільської области України.

## Історія церкви
У 1926 році збудовано мурований храм на місці старої дерев'яної святині 1772 року, яка зруйнована росіянами під час Першої світової війни.
Кількість парафіян: 1832 — 753, 1844 — 617, 1854 — 641, 1864 — 581, 1874 — 582, 1884 — 625, 1894 — 700, 1904 — 725, 1914 — 751, 1924 — 521, 1936 — 631.

## Парохи
- о. Григорій Рачинський (1831—[1836], адміністратор)
- о. Стефан Левицький ([1838]—1840, адміністратор)
- о. Іван Федакевич (1840—1843, адміністратор; 1843—1874+)
- о. Іван Сподарик (1874—1875)
- о. Антін Гутковський (1875—1914+)
- о. Кипріян Домбшевський (1909—1910, сотрудник)
- о. Сильвестр Калиневич (1910—1911, сотрудник)
- о. посада вакантна ([1918])
- о. Володимир Склепкович (1923—[1944])
- о. Володимир Задвірний — нині[1].